# مطار ليوناردو دا فينشي
مطار ليوناردو دافنشي الدولي (بالإيطالية: Aeroporto Internazionale di Roma–Fiumicino "Leonardo da Vinci)(إياتا: FCO، إيكاو: LIRF) يقع ضمن أراضي فيوميتشينو البلدية لذا يعرف أيضاً بِاسمِ مطارِ فيوميتشينو، وهو أكبر مطارات إيطاليا، وعاشر أكثر المطارات ازدحامًا في أوروبا والمطار التاسع والأربعين الأكثر ازدحامًا في العالم تعامل مع أكثر من 29.3 مليون مسافر في عام 2022. تبلغ مساحته 16 كيلومترًا مربعًا (6.2 ميل مربع).

## تاريخ المطار
افتتح المطار رسمياً في الخامس عشر من يناير/كانون الثاني عام 1961 بمدرجين، مستبدلاً مطار روما الصغير الذي بقى في الخدمة المحلية وعمليات الشحن.

## النقل الأرضي
قطار المطارِ يبعد حوالي 35 كيلومتر (22 ميل) بالسيارة من مركزِ مدينة روما التاريخي. إنّ المطارَ يُخْدَمُ من قبل الطريق السريعِ 6 أي 91 روما وحافلات عديدة وسيارات أجرة.
إنّ المطار يخدم أيضاً من قبل قطار ليوناردو السريع المتوفر في محطة المطار الطرفية. تأخذ السفرة 30 دقيقة (بدون توقّفات) إلى محطةِ تيرميني في روما و هناك قطارات محليّة تتوقف مرة كل 15 دقيقة، ولها محطة إيقاف في كل محطات القطارِ.

## شركات الطيران والوجهات
تقوم شركات الطيران التالية بتشغيل رحلات منتظمة وموسمية وعارضة من وإلى فيوميتشينو:
| شركـات طيـران                   | الوجهات | Refs          |
| ------------------------------- | --- | ------------- |
| طيران إيجيان                    | مطار أثينا الدولي، Thessaloniki | [ 6 ]         |
| أير لينغس                       | مطار دبلن الدولي |               |
| AeroItalia                      | مطار أوريو أل سيريو، Olbia موسمي: Alghero، Bacău، مطار أوريل فلايكو الدولي، مطار كوميزو-راغوزا، مطار باليرمو الدولي | [ 7 ]         |
| خطوط دلتا الجوية                | مطار الملك فهد الدولي |               |
| طيران المكسيك                   | مطار بينيتو خواريز الدولي | [ 8 ]         |
| طيران ألبانيا                   | مطار تيرانا الدولي |               |
| الخطوط الجوية الجزائرية         | مطار هواري بومدين الدولي |               |
| إير كايرو                       | مطار شرم الشيخ الدولي موسمي: مطار الأقصر الدولي | [ 9 ]         |
| طيران كندا                      | مطار مونتريال الدولي، مطار تورونتو بيرسون الدولي |               |
| طيران الصين                     | مطار بكين العاصمة الدولي، مطار هانغتشو شياوشان الدولي | [ 10 ]        |
| إير كورسيكا                     | موسمي: مطار أجاكسيو، مطار بوريتا (تبدأ في 3 يوليو 2023) | [ 11 ]        |
| طيران أوروبا                    | مطار مدريد باراخاس الدولي |               |
| الخطوط الجوية الفرنسية          | مطار باريس شارل ديغول |               |
| طيران مالطا                     | مطار مالطا الدولي |               |
| Air Mountain                    | موسمي: Sion |               |
| طيران صربيا                     | مطار نيكولا تسلا في بلغراد |               |
| طيران ترانسات                   | موسمي: مطار مونتريال الدولي، مطار تورونتو بيرسون الدولي | [ 12 ] [ 13 ] |
| طيران البلطيق                   | مطار ريغا الدولي |               |
| الخطوط الجوية الأمريكية         | مطار دالاس فورت ورث الدولي، مطار فيلادلفيا الدولي موسمي: مطار شارلوت دوغلاس الدولي، مطار أوهير الدولي، مطار جون إف كينيدي الدولي |               |
| الأناضول جت                     | مطار صبيحة كوكجن الدولي | [ 14 ]        |
| خطوط أركيا                      | مطار بن غوريون الدولي | [ 15 ]        |
| خطوط آسيانا الجوية              | مطار إنتشون الدولي |               |
| الخطوط الجوية النمساوية         | مطار فيينا الدولي |               |
| Bluebird Airways                | مطار بن غوريون الدولي |               |
| الخطوط الجوية البريطانية        | مطار لندن هيثرو |               |
| خطوط بروكسل الجوية              | مطار بروكسل الدولي |               |
| طيران بلغاريا                   | مطار صوفيا |               |
| الخطوط الجوية الصينية           | مطار تايوان تاويوان الدولي | [ 16 ]        |
| خطوط شرق الصين الجوية           | مطار شانغهاي بودنغ الدولي، مطار ونزهو يونجقيانج الدولي |               |
| خطوط جنوب الصين الجوية          | مطار قوانغتشو باييون الدولي (تستأنف 17 يونيو 2023) |               |
| الخطوط الجوية الكرواتية         | مطار سبليت، مطار زغرب موسمي: مطار دوبروفنيك |               |
| الخطوط الجوية القبرصية          | مطار لارنكا الدولي | [ 17 ]        |
| خطوط دلتا الجوية                | مطار هارتسفيلد جاكسون، مطار لوجان الدولي، مطار جون إف كينيدي الدولي موسمي: مطار ديترويت |               |
| إيزي جيت                        | مطار بازل - ميلوز - فريبورغ الأوروبي، مطار برلين براندنبرغ، مطار بريستول، مطار جنيف الدولي، مطار غاتويك، مطار ليون سانت إكسوبيري، مطار مانشستر، مطار نانت، مطار نيس كوت دازور، مطار باريس أورلي |               |
| مصر للطيران                     | مطار القاهرة الدولي |               |
| إل عال                          | مطار بن غوريون الدولي |               |
| طيران الإمارات                  | مطار دبي الدولي |               |
| الخطوط الجوية الإثيوبية         | مطار أديس أبابا بولي الدولي | [ 18 ]        |
| الاتحاد للطيران                 | مطار أبو ظبي الدولي | [ 19 ]        |
| يورو وينجز                      | مطار كولونيا بون الدولي، مطار دوسلدورف الدولي، مطار هامبورغ، مطار فاكلاف هافيل الدولي، مطار ستوكهولم أرلاندا، مطار شتوتغارت الدولي | [ 20 ]        |
| فين إير                         | مطار هلسنكي فانتا |               |
| FlyOne                          | مطار كيشيناو الدولي |               |
| طيران الخليج                    | مطار البحرين الدولي |               |
| خطوط هاينان الجوية              | مطار تشونغتشينغ جيانغبى الدولي، مطار شينزين باوان الدولي |               |
| HiSky                           | مطار كيشيناو الدولي | [ 21 ]        |
| أيبيريا (شركة طيران)            | مطار مدريد باراخاس الدولي |               |
| طيران آيسلندا                   | مطار كيفلافيك الدولي |               |
| الخطوط الجوية الإيرانية         | مطار الإمام الخميني الدولي |               |
| إيتا (شركة طيران)               | مطار هواري بومدين الدولي، مطار سخيبول أمستردام، مطار أثينا الدولي، مطار برشلونة الدولي، مطار باري كارل فويتيالا ‏، مطار بولونيا، مطار لوجان الدولي، Brindisi، مطار بروكسل الدولي، مطار الوزير بيستارينيي الدولي، Cagliari، مطار القاهرة الدولي، مطار كاتانيا-فونتاناروسا، مطار انديرا غاندي الدولي، Florence، مطار فرانكفورت، مطار جنيف الدولي، مطار جنوة كريستوفورو كولومبو، Lamezia Terme ‏، مطار لندن هيثرو، مطار لوس أنجلوس الدولي، مطار مدريد باراخاس الدولي، مطار مالطا الدولي، مطار ميامي الدولي، مطار ليناتي، مطار ميونخ الدولي، مطار نابولي، مطار جون إف كينيدي الدولي، مطار نيس كوت دازور، مطار باليرمو الدولي، مطار باريس شارل ديغول، Reggio Calabria ‏، مطار ريو دي جانيرو الدولي (تبدأ في 29 أكتوبر 2023)، مطار سان فرانسيسكو الدولي (تبدأ في 1 يوليو 2023)، مطار غواروليوس الدولي، مطار صوفيا، مطار بن غوريون الدولي، مطار تيرانا الدولي، مطار طوكيو هانيدا الدولي، Trieste، مطار تونس قرطاج الدولي، مطار تورينو، مطار البندقية ماركو بولو، مطار واشنطن دولس الدولي، مطار زيورخ الدولي موسمي: Corfu، مطار كاندية الدولي ‏، مطار إيبيزا، Kefalonia، مطار لامبيدوزا، مطار فيلانا الدولي، Menorca، مطار ميورقة، مطار بانتيليريا، Rhodes، مطار سبليت عارض: مطار الغردقة الدولي، مطار شرم الشيخ الدولي، Fort-de-France | [ 24 ] [ 25 ] |
| جيت تو دوت كوم                  | مطار برمينغهام، مطار غلاسكو الدولي، مطار لندن ستانستد، مطار مانشستر موسمي: Leeds/Bradford، مطار نيوكاسل | [ 26 ]        |
| الخطوط الجوية الملكية الهولندية | مطار سخيبول أمستردام |               |
| كوريا للطيران                   | مطار إنتشون الدولي |               |
| الخطوط الجوية الكويتية          | مطار الكويت الدولي |               |
| لاتام البرازيل                  | مطار غواروليوس الدولي |               |
| خطوط لوت الجوية البولندية       | Warsaw–Radom | [ 27 ]        |
| لوفتهانزا                       | مطار فرانكفورت، مطار ميونخ الدولي |               |
| لوكس إير                        | مطار لوكسمبورغ |               |
| Marabu                          | موسمي: مطار هامبورغ |               |
| طيران الشرق الأوسط              | مطار بيروت رفيق الحريري الدولي |               |
| نيوس (شركة طيران)               | Amritsar، Boa Vista ‏، Cancún، مطار خوسيه مارتي الدولي، مطار فيلانا الدولي، مطار مرسى علم الدولي، Sal، مطار شرم الشيخ الدولي، مطار تينيريفي الجنوبي موسمي: مطار بليز دياغني الدولي، مطار جربة جرجيس الدولي، Fuerteventura، مطار كاندية الدولي ‏، مطار إيبيزا، Karpathos، La Romana ‏، مطار مرسى مطروح الدولي، مطار سير سيووساغور رامغولام الدولي، Menorca، مطار موي الدولي، مطار الحبيب بورقيبة الدولي، مطار ميكونوس، Nosy Be ‏، مطار ميورقة، Rhodes، مطار صلالة، مطار عبيد أماني كرومي الدولي | [ 28 ]        |
| خطوط نورس أتلانتيك الجوية       | مطار جون إف كينيدي الدولي (تبدأ في 19 يونيو 2023) | [ 30 ]        |
| آير شاتل النرويجية              | مطار كوبنهاغن، Oslo، مطار ستوكهولم أرلاندا موسمي: Bergen |               |
| خطوط بيغاسوس                    | مطار صبيحة كوكجن الدولي |               |
| كانتاس                          | موسمي: مطار بيرث، مطار سيدني | [ 31 ]        |
| الخطوط الجوية القطرية           | مطار حمد الدولي | [ 32 ]        |
| الخطوط الملكية المغربية         | مطار محمد الخامس الدولي |               |
| الملكية الأردنية                | مطار الملكة علياء الدولي |               |
| رايان إير                       | Asturias، مطار أثينا الدولي، مطار برشلونة الدولي، مطار باري كارل فويتيالا ‏، مطار بوفيه - تيه، مطار برلين براندنبرغ، Brindisi، مطار بروكسل الدولي، مطار كاتانيا-فونتاناروسا، مطار كولونيا بون الدولي، مطار كوبنهاغن، Cork، مطار دبلن الدولي، مطار آيندهوفن، مطار فارو، مطار غدانسك ليخ فاونسا، مطار كناريا الكبرى، مطار فرانكفورت هان، مطار مدريد باراخاس الدولي، مطار مالقة الدولي، مطار مارسيليا، مطار ميمينجين، مطار باليرمو الدولي، مطار ميورقة، مطار فاكلاف هافيل الدولي، مطار سانتاندير، مطار ستوكهولم أرلاندا، مطار بن غوريون الدولي، مطار تينيريفي الجنوبي، مطار تراباني-بيرغي، مطار بلنسية، مطار فيينا الدولي، مطار فيلنيوس، مطار زغرب موسمي: مطار أليكانتي، Billund، مطار خانية الدولي ‏، Figari، Fuerteventura، مطار إيبيزا، Kefalonia، Kos، مطار لانزاروت، Menorca، Preveza، مطار سانتوريني (ثيرا) الوطني، مطار سكياثوس الدولي، مطار سبليت، مطار تولوز بلانياك، مطار زادار، مطار زاكينثوس الدولي ‏ | [ 33 ]        |
| الخطوط السعودية                 | مطار الملك عبد العزيز الدولي، مطار الملك خالد الدولي |               |
| الخطوط الجوية الإسكندنافية      | مطار كوبنهاغن، مطار ستوكهولم أرلاندا موسمي: Oslo |               |
| خطوط سيتشوان الجوية             | مطار جينغديو الجديد | [ 34 ]        |
| الخطوط الجوية السنغافورية       | مطار شانغي سنغافورة | [ 35 ]        |
| Sky Express ‏                    | مطار أثينا الدولي | [ 36 ]        |
| سبايس جيت                       | موسمي: Amritsar | [ 37 ]        |
| الخطوط الجوية الدولية السويسرية | مطار زيورخ الدولي |               |
| تاب برتغال                      | مطار لشبونة |               |
| تاروم                           | مطار هنري كواندا الدولي |               |
| ترانسافيا                       | مطار نانت، مطار باريس أورلي، مطار روتردام لاهاي موسمي: مطار مونبلييه ميديتيراني |               |
| الخطوط التونسية                 | مطار تونس قرطاج الدولي |               |
| الخطوط الجوية التركية           | مطار إسطنبول الدولي |               |
| Tus Airways                     | مطار بن غوريون الدولي | [ 38 ]        |
| الخطوط الجوية المتحدة           | مطار نيوآرك ليبرتي الدولي موسمي: مطار أوهير الدولي، مطار سان فرانسيسكو الدولي، مطار واشنطن دولس الدولي |               |
| فولوتيا                         | مطار ليل، مطار نانت، Olbia، مطار ستراسبورغ موسمي: مطار بلباو، Lourdes | [ 39 ]        |
| خطوط فيولينغ الجوية             | مطار أليكانتي، مطار برشلونة الدولي، مطار غاتويك، مطار مالقة الدولي، مطار باريس أورلي، مطار إشبيلية، مطار بلنسية موسمي: مطار بلباو (تبدأ في 1 يوليو 2023)، مطار دوبروفنيك، مطار إيبيزا، مطار لامبيدوزا، مطار ميكونوس، مطار ميورقة، مطار باريس شارل ديغول (تستأنف 29 أكتوبر 2023)، مطار سانتوريني (ثيرا) الوطني، مطار سبليت، مطار زاكينثوس الدولي ‏ | [ 41 ]        |
| ويست جت إيرلاينز ‏               | موسمي: مطار كالغاري الدولي | [ 42 ]        |
| ويز للطيران                     | مطار أبو ظبي الدولي، مطار الملكة علياء الدولي، مطار حيدر علييف الدولي، مطار برشلونة الدولي، مطار بازل - ميلوز - فريبورغ الأوروبي، مطار نيكولا تسلا في بلغراد، مطار هنري كواندا الدولي، مطار بودابست فرانز ليست الدولي، Castellón (تبدأ في 27 يونيو 2023)، Craiova، مطار الملك فهد الدولي، مطار دورتموند، مطار آيندهوفن، مطار كريستيانو رونالدو (تبدأ في 6 سبتمبر 2023)، مطار سفنكس الدولي، Gothenburg، مطار ياش الدولي، مطار الملك عبد العزيز الدولي، مطار كراكوف، Kutaisi، مطار الكويت الدولي (تبدأ في 1 أغسطس 2023)، مطار لارنكا الدولي، مطار غاتويك، مطار لوكسمبورغ (تبدأ في 25 يوليو 2023)، مطار ليون سانت إكسوبيري، مطار مدريد باراخاس الدولي، مطار مالقة الدولي، مطار ميمينجين (تبدأ في 5 سبتمبر 2023)، مطار نيس كوت دازور، مطار باريس أورلي، مطار بودغوريتسا الدولي، مطار بورتو الدولي، مطار فاكلاف هافيل الدولي، مطار كيفلافيك الدولي، مطار الملك خالد الدولي، Rzeszów، مطار إشبيلية، مطار شرم الشيخ الدولي ، مطار سكوبية الدولي، مطار سوسيفا، مطار بن غوريون الدولي، مطار تينيريفي الجنوبي، مطار ترايان فويا الدولي، مطار تيرانا الدولي، Turku، مطار بلنسية، مطار فيينا الدولي، مطار فيلنيوس، مطار وارسو فريدريك شوبان، مطار يريفان الدولي موسمي: Corfu، مطار رامون، مطار كاندية الدولي ‏، مطار الغردقة الدولي، مطار إيبيزا، Kefalonia، Kos، مطار لامبيدوزا، مطار مراكش المنارة الدولي، مطار ميكونوس، مطار ميورقة، مطار سانتوريني (ثيرا) الوطني، مطار سكياثوس الدولي، مطار سبليت، مطار زاكينثوس الدولي ‏ | [ 45 ]        |

## وصلات خارجية
- مطار ليوناردو دافنشي الدولي